# Akrofobija
Akrofobija je strah od visine. Može biti vrlo opasna ako se osoba koja boluje od ove bolesti nađe na visokom mjestu jer u takvoj situaciji osoba koja pati od akrofobije postaje previše uzrujana kako bi sišla. Uzroci su razni, a među njima su najčešći konstitucijska osjetljivost, traumatičan rani razvoj i neka konfliktna nedavna životna situacija. Ponekad se miješa s vrtoglavicom.

## Poveznice
- Fobija